# Рулёв, Иван Андреевич
Иван Андреевич Рулёв (8 марта 1925, дер. Пустыри, ныне Конаковский район Тверской области — 10 августа 2021, Конаково) — участник Великой Отечественной войны. Командир телефонного отделения роты управления 67-й механизированной бригады, старший сержант — на момент последнего представления к награждению орденом Славы.

## Биография
Родился 8 марта 1925 года в деревне Пустыри Конаковского района Тверской области. В 1936 году семью вместе с односельчанами переселили в Марьино. Окончил 6 классов.
В июне 1941 года пришёл в военкомат, но из-за возраста в армию призван не был. Отправлен учиться в Дмитровогорскую МТС, стал трактористом. Работал в колхозе — перегонял скот, убирал урожай, переправлял в тыл технику. Был награждён знаком «Отличник земледелия СССР».
В январе 1943 года был призван в Красную Армию и направлен в 31-ю механизированную бригаду. Здесь, в 17-й отдельной роте связи получил специальность телефониста. В боях Великой Отечественной войны с ноября 1943 года. Весь боевой путь прошёл в составе 67-й механизированной бригады 8-го механизированного корпуса. Был телефонистом, старшим телефонистом командиром отделения роты управления бригады. Воевал на 1-м Украинском и 2-м Белорусском фронтах.
15-25 января 1945 года в боях за населённые пункты Карнево и Бышево старший сержант Рулёв многократно устранял порывы и повреждения на линии связи. Несмотря на сильный артиллерийский обстрел, телефонная связь действовала безотказно. Приказом по войскам 8-го механизированного корпуса от 13 февраля 1945 года награждён орденом Славы 3-й степени.
16 марта 1945 года в наступательных боях в районе населённого пункта Цапельн старший сержант Рулёв бесперебойно поддерживал телефонную связь с наступающими подразделениями, своевременно ликвидировал обрывы проводов, чем обеспечивал непрерывное управление боем. 20 марта был представлен к награждению орденом Отечественной войны 2-й степени, но командир корпуса изменил статус награды. Пока по инстанциям ходили наградные документы, связист Рулёв вновь отличился и через несколько дней был вновь представлен к награде. 20 марта 1945 года у населённого пункта Бисау старший сержант Рулёв обеспечивал связь стрелковых батальонов с ротой противотанковых ружей. Во время установления проводной связи был контужен, но закончил работу, что дало возможность командованию предотвратить прорыв танков противника и удержать переправу.
За всю войну не получил ни одного ранения, только один раз был контужен. Уже после окончания боевых действий были подписаны приказы по мартовским представлениям. Приказом по войскам 8-го механизированного корпуса от 18 мая 1945 года старший сержант Рулёв награждён орденом Славы 3-й степени,  31 мая приказом по войскам 2-го Белорусского фронта — орденом Славы 2-й степени.
После войны продолжал службу в армии в частях на территории Германии, затем в Белорусском военном округе. В 1948 году окончил Рижское военно-политическое училище. Службу проходил в должностях политического состава в Борисоглебском, Качинском военно-авиационных училищах, в строительных, радиолокационных частях. Сменил несколько гарнизонов: Норильск, Семипалатинск, Новосибирск.
Указом Президиума Верховного Совета СССР от 7 июня 1968 года в порядке перенаграждения Рулёв Иван Андреевич награждён орденом Славы 1-й степени и стал полным кавалером этого ордена. Был заменён орден Славы 3-й степени по приказу от 18 мая 1945 года.
В 1973 году в звании подполковника уволен в запас. Жил в Новосибирске, работал инженером в НПО «Элас». В 1974 году вернулся на родину, в Тверскую область. Жил в городе Конаково, работал на заводе «Микроприбор», руководил городским комитетом ДОСААФ. В 1991—2009 годах — председатель Конаковского городского комитета ветеранов войны и труда, в последние годы — почётный председатель совета ветеранов. Вносил большой вклад в развитие ветеранского движения.
Почётный гражданин Тверской области, Конаковского района и города Конаково. Полковник. Награждён орденами Почёта (2020) и Дружбы (2002), Отечественной войны I степени, Красной Звезды, Славы трёх степеней, медалями, в том числе двумя медалями «За боевые заслуги».
Скончался 10 августа 2021 года на 97-м году жизни. На момент смерти был предпоследним живым кавалером Ордена Славы.